# Panský dům (Žamberk)

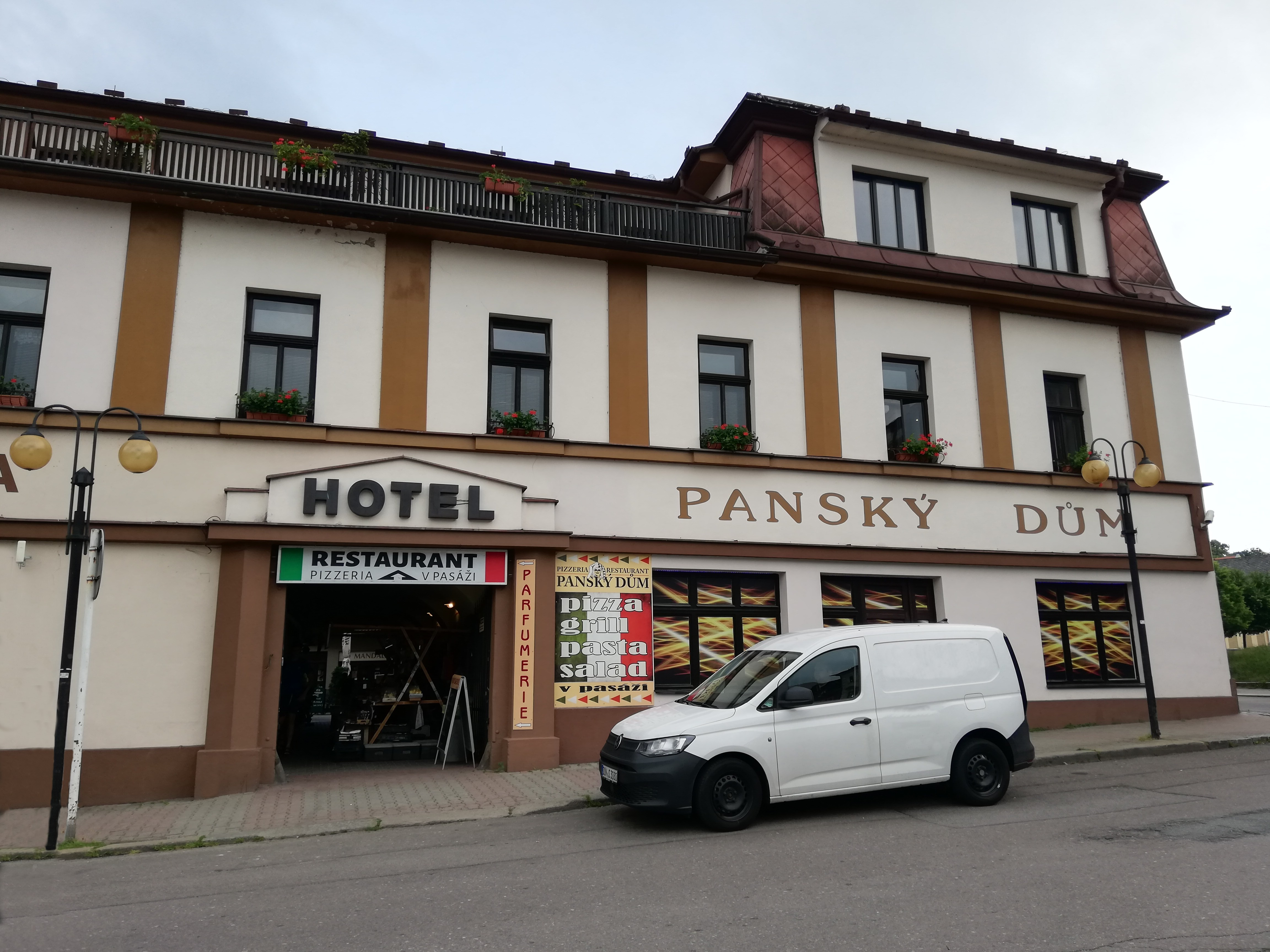
Panský dům na žambereckém Masarykově náměstí (rok 2022)

Panský dům je historická budova nacházející se v Žamberku na Masarykově náměstí číslo popisné 6.

## Historie
Historie tohoto objektu má kořeny ještě v období třicetileté války (1618 až 1648), ale vůbec první písemná zmínka o žambereckém Panském domě je zaznamenána z roku 1674. Původně se na místě tohoto objektu nacházel dům číslo popisné 6 postupně vlastněný Janem Doudlebským, Janem Valouškem (1613), Martinem Kambou (1624) a Václavem Smíškem (1636). Objekt Panského domu se ale zároveň nachází i na místě domu s číslem popisným 7, který byl vlastněn řezníkem Janem starým Běhounkem a pak Kryštofem Růže Trutnovským (1619). Za třicetileté války Švédové vypálili oba domy (číslo popisné 6 i 7) a po rekonstrukci byly zbytky domů spojeny dohromady.
První zmínka o Panském domě vystavěném po vpádu Švédů pochází z roku 1674 a je uvedena ve starém dědičném pachtu (zákupním právu, tzv. purkrechtě). V následujícím období prostřídal Panský dům několik majitelů: Jachim Buňk, Martin Meyer, Antonín Viktorýn, vdova Viktorýnka, Václav Štampaský (1725), Jan Kumpošt (1731), Ignác Janeba (1738). A byl to právě Ignác Janeba, kdo dne 16. listopadu 1784 prodal za 1 200 rýnských zlatých Panský dům Antonínu Špulákovi. (V době prodeje byl objekt dřevěný s kamennými základy.) O deset let později (v roce 1794) pak Antonín Špulák prodal Panský dům Jozefu Sokolovi (ten byl v té době rovněž nájemníkem v Častolovicích, kde stál také Panský dům). V roce 1810 Panský dům v Žamberku vyhořel, ale byl opraven a jeho velký sál v letech 1840 až 1869 sloužil ochotnickému divadelnímu spolku, konaly se zde různé společenské akce, veřejné schůze a veselice.
V současné době (rok 2023) je v Panském domě provozován hotel a obchodní pasáž. Vlastníkem objektu je MenOpticum s.r.o.